# Ippolito Boiardo
Ippolito Boiardo (XVI secolo – 10 novembre 1560), figlio di Giovanni Boiardo e di Giulia Gambara, fu conte di Scandiano dal 1553 al 1560.

## Biografia

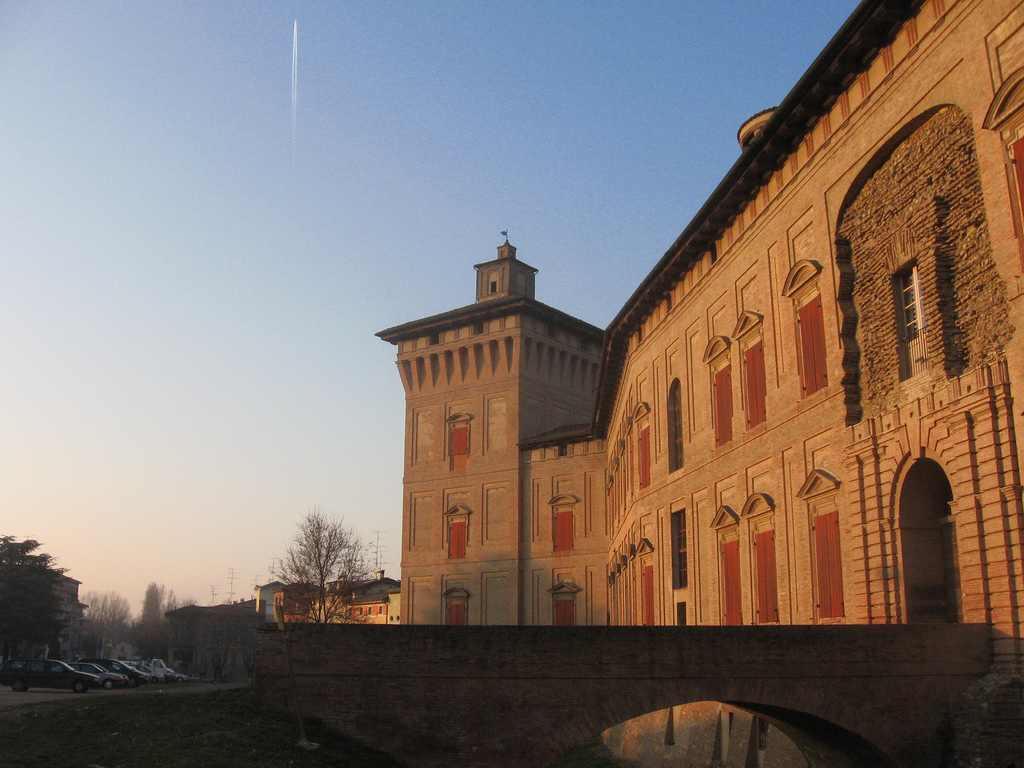
Scandiano, Rocca dei Boiardo.

Ippolito era il terzogenito di Giovanni Boiardo e di Giulia Gambara; dopo la morte del padre, governarono il feudo il primogenito Giovanni Battista Boiardo dal 1523 al 1528 e successivamente il secondogenito Giulio Boiardo dal 1528 al 1553. La morte senza eredi maschi dei fratelli maggiori, portò Ippolito ad essere erede e titolare del feudo; tuttavia la sua grave infermità non gli permise di governare fattivamente, senza l’ausilio dei curatori nominati dalla Camera Ducale Estense.
Nel 1554, Ippolito Boiardo confermò a Scandiano i suoi privilegi, con l’avallo del curatore affidatogli, conte Gian Francesco Boschetti.
Nel 1557 la guerra tra il Duca di Parma e Piacenza Ottavio Farnese ed il Duca di Ferrara Ercole II, portò il primo, aiutato dalle truppe spagnole, ad occupare vari possedimenti e castelli, tra cui Scandiano. La pace venne ristabilita dopo sei mesi e i castelli occupati da Farnese vennero restituiti.
Ippolito morirà nel 1560 senza eredi, decretando l’estinzione della linea di Feltrino Boiardo; il feudo tornò pertanto fino al 1565 alle dirette dipendenze della Camera Ducale Estense, per poi passare ad Ottavio I Thiene, marito di Laura Boiardo, figlia primogenita di Giulio

## Discendenza
Ippolito non ebbe discendenza.